# Тургенево (Владимирская область)
Турге́нево — деревня Меленковского района Владимирской области России, административный центр Тургеневского сельского поселения.

## География
Деревня расположена на берегу речки Райна в 18 км на северо-восток от города Меленки.

## История
Впервые сельцо Тургенево упоминается в писцовых книгах 1629—1630 годов в составе Иговского прихода как владение князя Болховского. В окладных книгах 1676 года в деревне значились боярский двор и 13 крестьянских дворов.
В XVIII веке сельцо принадлежало князю Григорию Алексеевичу Щербатову. В нём насчитывалось 24 двора, где проживали 71 мужчина и 75 женщин. В тот же период соседняя деревня Кулаки была владением Екатерины Алексеевны Салтыковой, там было 13 дворов с населением 45 мужчин и 50 женщин. С XVIII века лесные и рудокопные угодья в окрестностях арендовали тульские железозаводчики братья Андрей и Иван Баташевы.
До революции 1917 года деревня являлась центром Тургеневской волости Меленковского уезда. В 1859 году в деревне числилось 78 дворов, в 1896 году была открыта земская школа на 50 учащихся, а в 1905 году в Тургеневе насчитывалось 110 дворов.

### Советский период
После установления советской власти был образован волостной совет, который возглавил Н. В. Шишков. В 1930—1931 годах в деревне был организован колхоз «Смычка», первым председателем которого стал В. Н. Шишков.
В годы Великой Отечественной войны на фронт ушли 276 жителей деревни, 138 из них не вернулись.
В 1965 году в состав Тургенева была включена упразднённая деревня Кулаки, располагавшаяся к северу, на другом берегу речки Райны. В 1859 году в Кулаках проживало 540 человек, а по переписи 1897 года — 700 жителей.

## Экономика
В 1960 году на базе Тургеневской машинно-тракторной станции (МТС) и ряда окрестных колхозов был создан совхоз «Тургеневский», ставший крупнейшим в районе. Общая площадь его земель превышала 20 тыс. гектаров, из которых 8,8 тыс. га составляла пашня.
С 1960 по 1976 год совхоз возглавлял Василий Васильевич Мальцев (1907—1985). За трудовые заслуги в годы Великой Отечественной войны он был награждён орденом Ленина (1945), а в последующие годы — орденом Трудового Красного Знамени (1966), орденом Октябрьской Революции (1971) и орденом «Знак Почёта» (1973). С 1976 по 2002 год директором был Евгений Андреевич Никитин, в период руководства которого продолжилось активное строительство социальной и жилой инфраструктуры. С 2002 года хозяйство (в форме СПК) возглавил Евгений Васильевич Нечволод.
Совхоз был известен своими передовиками производства. За высокие показатели при выращивании картофеля (урожайность до 224 ц/га) механизатор Николай Григорьевич Татаринов был удостоен звания Герой Социалистического Труда. Достижения лучших работников — доярок, механизаторов, полеводов — регулярно отмечались занесением в совхозную Книгу почёта.

## Население
| 1859 | 1897 | 1905 | 1926  | 2002  | 2010  | 2021  |
| ---- | ---- | ---- | ----- | ----- | ----- | ----- |
| 533  | ↗672 | ↗833 | ↗1111 | ↗1160 | ↘1150 | ↘1072 |

## Инфраструктура
В деревне действуют Тургеневская средняя общеобразовательная школа (современное здание открыто в 1961 году), детский сад № 34, дом культуры, врачебная амбулатория, операционная касса Сбербанка, участковый пункт полиции, отделение почтовой связи.

## Памятники
- В 1965 году, к 20-летию Победы, в деревне по инициативе директора совхоза В. В. Мальцева был открыт обелиск воинам, погибшим в годы Великой Отечественной войны. В 2013 году на обелиске была установлена мемориальная доска с именами погибших односельчан[3].
- В 2008 году в школьном парке был открыт памятник воинам-интернационалистам, погибшим в Афганской войне, среди которых трое выпускников местной школы: Александр Рузин, Александр Козлов и Александр Хожалов[3].